# Упругая карта

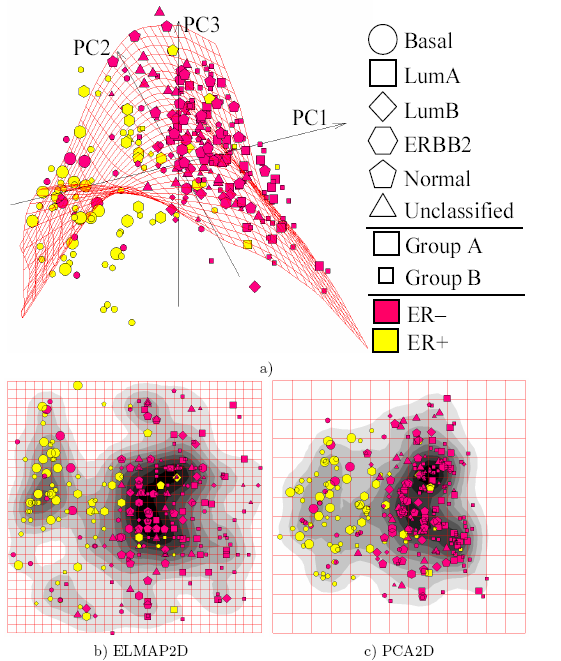
Сравнение нелинейного метода главных многообразий и линейного метода главных компонент (МГК) для визуализации данных генетических чипов по экспрессии генов в раке груди: a) Расположение узлов карты и двумерная главная поверхность, спроектированная на трехмерное линейное многообразие первых трех главных компонент. Распределение точек данных искривленно и не может быть адекватно аппроксимировано двумерной главной плоскостью; b) Распределение проекций точек данных во внутренние координаты двумерной нелинейной главной поверхности (ELMap2D) вместе с оценкой плотности точек; c) То же, что и b), но для линейного двумерного главного многообразия (PCA2D). «Базальный» («basal») подтип рака груди визуализируется более адекватно на нелинейном отображении ELMap2D, а также некоторые особенности распределения точек данных (такие как, небольшие локальные сгущения плотности) лучше отражены в сравнении с PCA2D. Главные многообразия построены с использованием метода упругих карт. Данные об экспрессии генов взяты из. Программное обеспечение доступно для свободного некоммерческого использования.

Упругая карта служит для нелинейного сокращения размерности данных. В многомерном пространстве данных располагается поверхность, которая приближает имеющиеся точки данных и при этом является, по возможности, не слишком изогнутой. Данные проецируются на эту поверхность и потом могут отображаться на ней, как на карте. Её можно представлять себе как упругую пластину, погруженную в пространство данных и прикрепленную к точкам данных пружинками. Служит обобщением метода главных компонент (в котором вместо упругой пластины используется абсолютно жесткая плоскость).
По построению, упругая карта представляет собой систему упругих пружин, вложенную в многомерное пространство данных. Эта система апроксимирует двумерное многообразие. Изменение коэффициентов упругости системы позволяет пользователю переключаться от совершенно неструктурированной кластеризации методом K-средних (в пределе нулевой упругости) к многообразиям близким к линейным многообразиям главных компонент (в пределе очень больших модулей изгиба и малых модулей растяжения). В промежуточном диапазоне значений коэффициентов упругости, система эффективно апроксимирует некоторое нелинейное многообразие. Данный подход основывается на аналогии с механикой: главное многообразие, проходящее через «середину» данных, может быть представлено как упругая мембрана или пластинка. Метод был разработан проф., А. Н. Горбанем, А. Зиновьевым и А. Питенко в 1996—2001 годах.

## Упругая энергия карты
Пусть набор данных будет представлен множеством векторов {\displaystyle S} в конечномерном Евклидовом пространстве. «Упругая карта» представлена набором её узлов {\displaystyle W_{j}} в том же пространстве. Для каждой точки данных {\displaystyle s\in S} , определяется узел-«хозяин» (host) как ближайший к точке узел карты {\displaystyle W_{j}} (если окажется, что ближайших узлов несколько, то выбирается попросту узел с наименьшим порядковым номером). Набор данных {\displaystyle S} делится на классы-таксоны {\displaystyle K_{j}=\{s\ |\ W_{j}{\mbox{ is a host of }}s\}}.
Энергия апроксимации есть попросту среднеквадратичное уклонение от узлов карты
{\displaystyle D={\frac {1}{2}}\sum _{j=1}^{k}\sum _{x\in K_{j}}\|x-W_{j}\|^{2},}
или, другими словами, есть суммарная упругая энергия пружинок с единичным коэффициентом упругости, соединяющих каждую точку данных с её узлом-«хозяином».
Необходимо ввести следующую дополнительную структуру на множестве узлов. Некоторые пары узлов, {\displaystyle (W_{i},W_{j})}, соединены упругими связями-ребрами. Обозначим набор ребер графа как {\displaystyle E}. Кроме того, будем объединять некоторые тройки узлов, {\displaystyle (W_{i},W_{j},W_{k})} в «ребра жесткости». Обозначим набор ребер жесткости как {\displaystyle G}.
Энергия растяжения упругой карты определяется как {\displaystyle U_{E}={\frac {1}{2}}\lambda \sum _{(W_{i},W_{j})\in E}\|W_{i}-W_{j}\|^{2};}
Энергия сгиба упругой карты определяется как {\displaystyle U_{G}={\frac {1}{2}}\mu \sum _{(W_{i},W_{j},W_{l})\in G}\|W_{i}-2W_{j}+W_{l}\|^{2};}
где {\displaystyle \lambda } и {\displaystyle \mu } являются коэффициентами упругости на растяжение и сгиб соответственно.
Например, в случае двумерной прямоугольной сетки узлов, упругие связи являются вертикальными и горизонтальными ребрами решетки (пары ближайших вершин), в то время как ребра жесткости есть вертикальные и горизонтальные тройки последовательных (ближайших) узлов.
Энергия упругой карты определена как {\displaystyle U=D+U_{E}+U_{G}.}
Мы требуем от вложения карты того, чтобы карта находилась бы в механическом равновесии: карта должна минимизировать энергию упругости {\displaystyle U}.

## Алгоритм максимизации ожидания (EM-алгоритм)
Для заданного разбиения набора данных {\displaystyle S} на классы {\displaystyle K_{j}} , минимизация квадратичного функционала {\displaystyle U} сводится к задаче решения системы линейных уравнений с разреженной матрицей коэффициентов. Вполне аналогично итеративному алгоритму построения главных компонент или алгоритму метода K-средних, может быть использован прием «расщепления»:
- Для заданного положения узлов {\displaystyle \{W_{j}\}} находим {\displaystyle \{K_{j}\}};
- Для заданного разбиения {\displaystyle \{K_{j}\}} минимизируем {\displaystyle U} и находим {\displaystyle \{W_{j}\}};
- Если конфигурация узлов мало меняется, завершить процесс, иначе повторить итерацию.

Подобный алгоритм максимизации ожидания гарантирует сходимость к локальному минимуму {\displaystyle U}. Для того, чтобы улучшить апроксимацию, могут быть использованы различные дополнительные методы: например, стратегия «размягчения». Согласно этому приему, мы должны начать построение карты с очень жесткой системы (малые длины ребер, малые изгибы и большие значения коэффициентов упругости
{\displaystyle \lambda } и {\displaystyle \mu }), а завершать построение «гибкой» системой (малые значения {\displaystyle \lambda } и {\displaystyle \mu }). Обучение карты проходит в несколько этапов, причем каждый этап характеризуется своей упругостью.
Другой вариант стратегии оптимизации может быть назван «растущей сеткой»: построение карты начинается с небольшого числа узлов, и продолжается постепенным добавлением новых узлов, с последующей оптимизацией положения системы на каждом этапе.

## Применение

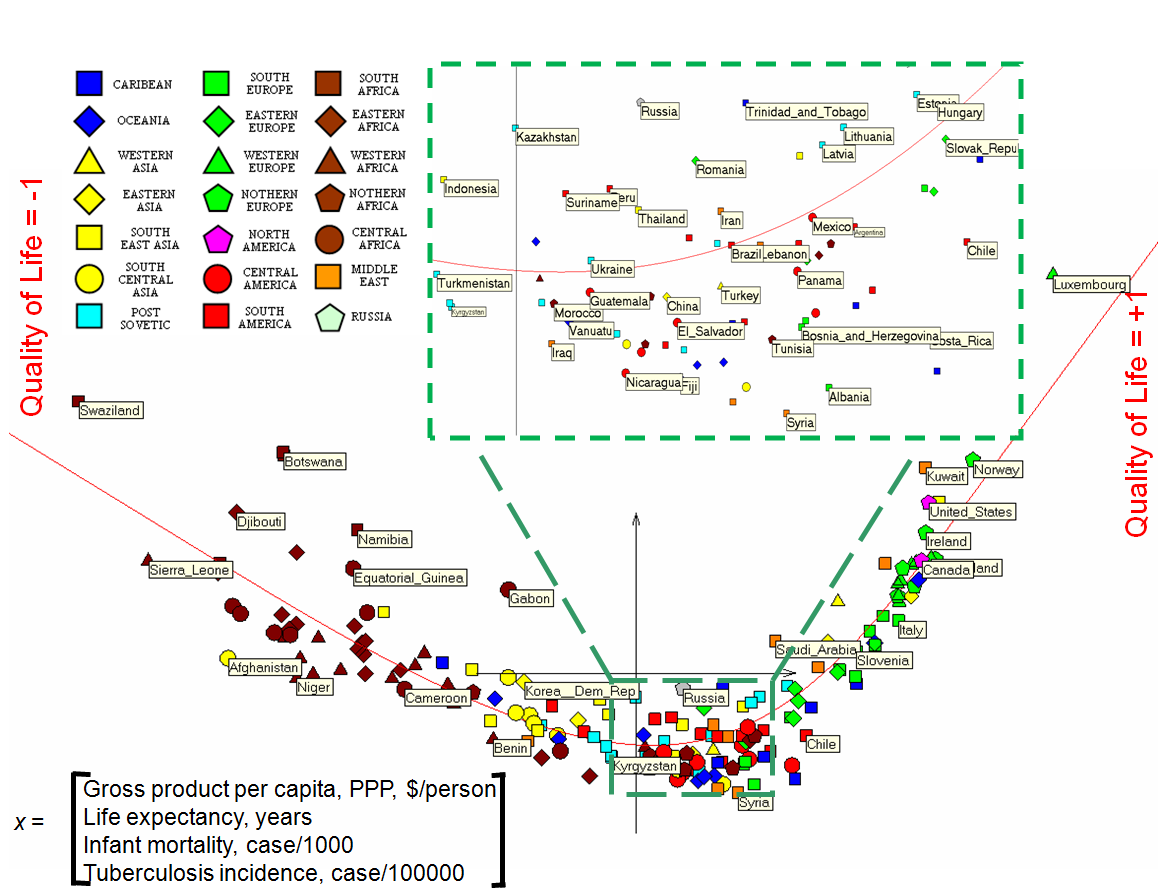
Пример использования главной кривой, построенной методом упругих карт: Нелинейный индекс качества жизни. Здесь точки представляют собой данные о 171 странах в 4-мерном пространстве сформированном значениями четырёх показателей: валовый доход на душу населения, ожидаемая продолжительность жизни, детская смертность, заболеваемось туберкулезом. Различные формы и цвета точек отображают разные географические местоположения. Толстая красная линия изображает «главную кривую», апроксимирующую набор данных.

Главные применения метод нашёл в биоинформатике, для разведочного анализа и визуализации многомерных данных, для визуализации данных в экономике, социологии и политологии, как вспомогательный метод для визуализации данных различной природы, привязанных к географической сетке. В последнее время метод был адаптирован как средство для систем поддержки принятия решений для отбора, оптимизации и организации биржевых корзин.